# Étienne Guéreau
Étienne Guéreau, né le 21 janvier 1977 à Vannes, est un pianiste, compositeur et romancier français.

## Biographie
Étienne Guéreau grandit à Paris et en région parisienne. Il suit des études de philosophie à l’université de Tolbiac, étudie la musique classique au conservatoire d’Issy-les-Moulineaux et le jazz à la Bercovitz Music School. Il poursuit son apprentissage de l’harmonie auprès de Bernard Maury.
En concert, en studio ou pour des émissions de télévision, il accompagne (notamment avec le Big Band de Frédéric Manoukian) Jean-Patrick Capdevielle, Liane Foly, Laurent Gerra, Guy Marchand, Maurane, Christophe Willem, et de nombreux autres artistes. En 2015, il fait partie (avec Richard Galliano, Romane et Marc-Michel le Bévillon) des artistes invités par Éric Bouvelle pour son disque Jazz Accordion Experience. Il est le pianiste complice de Michaël Gregorio.
Il enseigne le piano et l’harmonie jazz à la Bill Evans Piano Academy et publie des ouvrages à caractère pédagogique. En 2015 paraît En Harmonie aux éditions Outre Mesure, l'un des rares ouvrages français traitant de l'harmonie jazz à être traduit et publié chez l'éditeur américain Hal Leonard.
À l'occasion de la sortie de son premier disque en piano solo, son jeu lui vaut d'être remarqué et encouragé par l'arrangeur américain Clare Fischer.
En 2019, il intègre le trio du batteur Georges Paczynski (avec Marc Buronfosse à la contrebasse) à l'occasion de l'enregistrement de son disque les Voix du silence. Il met également en musique Ici Londres, une pièce écrite par Christian Siméon (mise en scène par Ladislas Chollat) et créée dans le cadre du festival l'Invitation aux voyages à Biarritz avec Nicolas Vaude.

En 2021, il enregistre et sort l’album So Predictable, avec Marc Buronfosse et Gautier Garrigue. Certains médias saluent à cette occasion la qualité des compositions du leader, l’interplay, ainsi que la maîtrise et la richesse des couleurs harmoniques proposées,,,

« Une connaissance profonde de l’harmonie, des propositions rythmiques habiles, un sens de l’espace, un toucher très précis et personnel et un son de trio original. »

— Bojan Z, notice d’accompagnement de So Predictable
 Il compose la musique du long métrage Lanceurs d’alerte d’Antoine Collin qui obtient de nombreuses récompenses et remporte la catégorie meilleure musique dans de nombreux festivals internationaux : Istanbul Film Awards, Masters Of Cinema de Moscou, Cult Critic Movie Awards de Calcutta, Vancouver Independant Film Festival, World Film Carnival de Singapour.
Il est également romancier et publie chez Denoël son premier roman, Le Clan suspendu. Le livre fait partie des lauréats Talents à découvrir 2014 de l'enseigne Cultura ; il est aussi sélectionné pour le prix Méditerranée des lycéens et remporte le prix Prince-Pierre-de-Monaco (catégorie « coup de cœur des lycéens »). Son univers littéraire est jugé par certains médias original et surprenant,,.

## Chaîne YouTube Piano Jazz Concept
En 2020, parallèlement au site du même nom, il crée sur YouTube la chaîne Piano Jazz Concept qui compte près de 80 000 abonnés (au 1er mars 2025). Avant tout pédagogiques, certaines vidéos procèdent à l’analyse technique (parfois comparative) de chansons ou de génériques célèbres et étudient leur lien avec la société. Ces analyses sont reprises par la presse généraliste, ou spécialisée. 
Depuis 2023, certaines de ses vidéos font part d'un "déclin musical" et culturel parmi les compositions actuelles à travers plusieurs exemples dans la musique de films (la série des James Bond), de musiques populaires (Aya Nakamura, Juliette Armanet) ou encore dans le néo-classiscisme (Sofiane Pamart, Ludovico Einaudi).

## Œuvres

### Romans
- Le Clan suspendu, Paris, Denoël, Coll. « Y », 2014  (ISBN 978-2207118108) et LGF/ Le Livre de poche, 2015  (ISBN 978-2253183549)
- La Sonate de l'anarchiste, Denoël, Coll. « Romans français », 2015  (ISBN 978-2207131152) et Libretto, 2017  (ISBN 978-2369143628)
- Skate City, 2020  (ISBN 979-8669073374)

### Nouvelles
- La Table de sept, D’un Noir Si Bleu, 2014,  (ISBN 978-2365200134)
- Monsieur Dadoo (collectif d’auteurs), dans Tous les trésors du monde, Chalabre, 2013

### Pédagogie
- Jazz Theory & Workbook, Hal Leonard, 2017  (ISBN 978-1-4950-6200-1)
- En Harmonie, Fondements de l’harmonie tonale et modale dans le jazz (avec Lilian Dericq), Paris, Outre Mesure, Coll. « Théorie », t. I et II, 2015  (ISBN 978-2907891868 et 978-2907891875)
- Great Jazz Standards, EMF, Courbevoie, 1999  (EAN 3-553301-000226)
- Great Latin Standards, EMF, Courbevoie, 1999  (EAN 3-553301-000080)

### Partitions
- Left Hand Blues, dans Marc Bercovitz, Piano Score Unlimited, Vol. II, IPE Music, (ASIN B002T9VDU6SBN)
- The Best Songs of Piano Bar, EMF, 2004 (ASIN B000LV2INA)

### Discographie
- So Predictable, ACE, 2021
- Nicolas Rapicault et Éric Bouvelle, Héritage, Marianne Mélodie, 2021
- Georges Paczynski, Les Voix du silence, Arts et Spectacles, 2019
- Michael Grégorio, J'ai dix ans, Universal, 2017
- Marc Gannot, MicMac, Avant-Scène, 2017
- Éric Bouvelle, l’Anthologie de l’accordéon, 2015
- Michael Grégorio, En Concerts, Universal, 2014
- Michael Grégorio, Michael Grégorio Pirate les chanteurs, Universal, 2010
- À l’Orient de Rio, Bebe Records, 2009
- Guy Marchand, la Nouvelle vague, O plus, 2006
- Influences, Bebe Records, 2005
- Monsieur Nô, Tombé de la dernière pluie